# Synema globosum
Synema globosum là một loài nhện cua. Con cái dài 6 đến 8 mm, con đực dài 3–4 mm. Lưng màu nâu sẫm và chân. Bụng có một đốm màu đen là màu vàng, màu cam hoặc màu đỏ. Chúng sinh sống vùng đồng cỏ khô và ven rừng trên các điểm nóng, nhưng cũng gặp ở thực vật và cây bụi cao. Loài này phân bố Paleartic.
==Liên kết
- (tiếng Đức) Soort op Duitstalige spinnensite